# Otto Quirin
Otto Quirin ( 7 de marzo de 1927 en Mönchengladbach), en realidad Otto Kaiser es un pintor de la abstracción lírica en Alemania.

## Biografía
En el año 1951, durante sus estudios de Bellas Artes, Historia del arte, Filología Alemana y Filosofía entre los años 1948 a 1955 en la Academia de Bellas Artes de Düsseldorf, la Escuela Superior de Bellas Artes de Bremen (Nordische Kunsthochschule Bremen), la Universidad de Hamburgo y la Escuela Regional de Bellas Artes de Hamburgo (Landeskunstschule) entre otros con Ernst Wilhelm Nay, Quirin recibió el premio de fomento del Senado de Bremen. En ese mismo año tuvo su primera exposición individual en la sala municipal Kaiser-Friedrich-Stadthalle en Mönchengladbach.
En 1955 expuso en Fráncfort del Meno, en la galería Zimmergalerie Franck fundada en el año 1950 y conoció a los miembros del grupo de artistas Quadriga, considerados como pertenecientes al informalismo y que también exponían en la galería Franck.
A partir de 1962 Otto Quirin trabajó en Hamburgo como pedagogo y miembro de la comisión de artes de la ciudad de Hamburgo a la que perteneció - con una interrupción durante su estancia en Chile - hasta el año 1975. Paralelamente organizó con sus alumnos exposiciones de los escultores Gerhard Marcks y Gustav Seitz, así como de los pintores Otto Dix y Oskar Kokoschka – realizando retratos de este último.
Le siguió la exposición de la Asociación de Artistas de Dresde (Dresdner Künstlerbund) del año 1963 en Hamburgo. En 1964 aceptó la invitación para asistir a la celebración del 200 aniversario de la Academia de Dresde en la antigua República Democrática de Alemania dónde realizó retratos de Otto Dix. En Hamburgo realizó en el mismo año retratos de Erich Heckel.
De 1966 a 1970 el artista vivió en Valdivia, Chile como director del Instituto Alemán Carlos Anwandter. En Santiago de Chile tuvo un encuentro con Salvador Allende y Pablo Neruda, a los que retrató en óleo y dibujo. Realizó encargos de las iglesias en Valdivia y Osorno y de la Universidad Austral (Valdivia). Sus obras fueron expuestas en Osorno, Valdivia y Santiago de Chile en la Galería El Patio.
Después de su vuelta de Chile fue director del Studienkolleg Hansa-Kolleg en Hamburgo, de 1971 a 1978, seguidamente hasta el año 1984 del Colegio Alemán en Barcelona.
Desde el año 1984 Otto Quirin tiene su estudio de pintura en Hamburgo, de 1990 hasta 2008 tuvo otro estudio en Blanes/Gerona en Cataluña.

## Exposiciones
- 1950: participación en la exposición „Westeuropäische Akademien und Kunstschulen“, Kunsthalle Hamburg
- 1951: primera exposición individual en la Kaiser-Friedrich-Halle, Mönchengladbach
- 1955: exposiciones individuales Galería “Zimmergalerie Franck”, Fráncfort del Meno
- 1963 y 1964: exposiciones individuales en la Rose Fried Gallery, Nueva York, la galería La Rouet, París y la galería Ernest Horn, Luxemburgo
- 1976: exposición en el Museo de Bellas Artes de Tondern/Dinamarca
- 2004: Sala de Arte (Kunsthalle St. Annen), Museo para Historia del Arte y Cultura en el convento St.-Annen en la ciudad de Lübeck
- 2005: 17.ª Bienal “Humor and Satire in the Arts”, Gabrovo (Bulgaria)
- 2005: Museo am Burghof en Lörrach/Basilea, Asociación de Bellas Artes “Verein Bildende Kunst”, Lörrach
- 2006, sept.-oct.: Sinagoga Klaus en Halberstadt (Sajonia Anhalt) "Wiederbegegung" (retratos en dibujo)[1]
- 2007: exposición individual en la Fundació Angel Planells, Blanes (Gerona)[2]
- 2007: exposición en el Círuclo de cultura “Kulturkreis Torhaus” en la Asociación civil “Bürgerverein Wellingsbüttel e.V.”, Torhaus Wellingsbüttel[3]
- 2008: exposición colectiva (4 pintores) en la casa de artistas Spiekeroog (Galerí y casa de artistas Spiekeroog) “Die Kunst des Sammelns”[4]
- 2009: febr.-marzo: exposición individual „Form und Erzählung“ en la Galerie Anne Moerchen, Milchstr. 6.ª, Hamburgo[5]
- 2009, octubre: exposición con la Autoridad para desarrollo urbano y medio ambiente “Behörde für Stadtentwicklung und Umwelt” con el apadrinamiento de la Autoridad cultural de Hamburgo Stadthausbrücke
- 2009: noviembre: exposición colectiva Galería Kramski, Burgdorf[6]
- 2009: nov.-dic.: participación en la exposición „Blutbilder“ para la fundación alemana contra el cáncer, Haspa-Galerie Hamburgo
- 2009: 19.ª Bienal „Humor und Satire in the Arts“, Gabrovo (Bulgaria)
- 2010, feb.-abr.: exposición individual „Köpfe im Kopf“ en el centro de atre contemporáneo “Syker Vorwerk – Zentrum für zeitgenössische Kunst”.[7]
- 2010: segunda exposición con la Autoridad para desarrollo urbano y medio ambiente “Behörde für Stadtentwicklung und Umwelt”, Hamburgo Stadthausbrücke 8.ª introducción senadora Hajduk.[8]
- 2011: marzo-junio Exposición individual „Die Welt ist voller Zeichen“ en la casa Fietz en Göddingen.[9]

## Premios
- 1951: Premio de fomento del Senado de Bremen
- 1954: Premio de fomento del Senado de Hamburgo
- 1968: Premio de crítica en Santiago de Chile
- 2007: Nombramiento a miembro honorífico de la Academia Hanseática para la Integración Europea de Cultura
- 2011: Premio de galería 2010 de la galería y colección Kramski, Hannover, Burgdorf